# Antimension
O Antimension (do grego Ἀντιμήνσιον, "em vez da mesa"), é um corporal especial exigido para estar no altar em muitas tradições litúrgicas cristãs orientais.  Foi originalmente usado como uma versão portátil de um altar. 
É uma peça retangular de tecido de linho ou seda, tipicamente decorada com representações da Descida de Cristo da Cruz, dos Quatro Evangelistas e inscrições relacionadas à Paixão. Uma pequena relíquia de um mártir é costurada nela. Na Igreja Latina da Igreja Católica, uma pedra de altar tem uma função semelhante  e na Igreja Copta, ela foi substituída por uma tábua de altar ou laje de altar de madeira. 

## Prática siríaca
Uma tábua de madeira, o ţablîtho, é o equivalente litúrgico dos antimension nas igrejas de tradição siríaca.